# بيري وارد
بيري وارد (بالإنجليزية: Perry Ward)‏ هو مجدف أسترالي، ولد في 8 ديسمبر 1987 في برث في أستراليا.

## وصلات خارجية
- بيري وارد على موقع الاتحاد الدولي للتجديف (الإنجليزية)